# Língua macu-camã
A língua macu-camã (dâw; /dɤw/) é falada pela comunidade dos macu-camãs de Waruá, na margem direita do rio Negro no município de São Gabriel da Cachoeira. Possui 142 falantes e está em situação vulnerável. Conjuntamente com as línguas hupda, iuhupdeh e nadëbe, a língua dâw faz parte do grupo Nadahup ou oriental da família maku. Na sua morfologia, destaca-se seu caráter monossilábico, mesmo na combinação de palavras.

## Etimologia
Os macu-camãs autodenominam-se dâw que significa gente ou pessoa. Também pode ser interpretado como gente do nosso grupo. A língua, leva o mesmo nome do povo, o que revela uma relação intima entre o idioma e o pertencimento étnico.

## Distribuição
Os macu-camãs vive dentro da terra indígena médio rio Negro I, já homologada, e da terra indígena Jurubaxi, declarada em 2017.

## Fonologia
O sistema fonológico macu-camã é composto por vinte e cinco consoantes e quinze vogais, nove orais e seis nasais.
| Vogais       | Anteriores | Central | Posteriores | Arredondadas |
| ------------ | ---------- | ------- | ----------- | ------------ |
| Fechadas     | i ĩ        |         | ɯ ɯ̃         | u ũ          |
| Semifechadas |            | ɵ       | ɤ           | o            |
| Semibertas   | ɛ ɛ̃        |         |             | ɔ ɔ̃          |
| Aberta       |            | a ã     |             |              |

As vogais se realizam laringealizadas quando ocorrem do lado da oclusiva glotal, por exemplo em /nɯʔ/ [nɯ̰́ʔ] ("faltar", "carecer").
| Consoante                 | Labial | Alveolar | Palatal | Velar | Glotal |
| ------------------------- | ------ | -------- | ------- | ----- | ------ |
| oclusivas surdas          | p      | t        | c       | k     | ʔ      |
| oclusivas sonoras         | b      | d        | ɟ       | ɡ     |        |
| nasais                    | m      | n        | ɲ       | ŋ     |        |
| nasais glotalizadas       | mʼ     | nʼ       | ɲˀ      |       |        |
| fricativas surdas         |        |          | ʃ       | x     | h      |
| aproximantes              | w      |          |         |       |        |
| lateral                   |        |          | l       |       |        |
| lateral globalizada       |        |          | lˀ      |       |        |
| aproximantes              | w      |          | j       |       |        |
| aproximantes glotalizadas | wʼ     |          | jʼ      |       |        |

Quando sucedem vogais orais, as consoantes nasais são realizadas como pré-oralizadas bm, dn, ɟɲ, gŋ. Na posição inicial /c/ e /k/ se realizam como ejectivas [cʼ] y [kʼ].

### Tons
O macu-camã é uma língua tonal na qual o tom é um fenômeno fonológico supra-segmental que atribui diferentes alturas às palavras, as quais implicam diferenças lexicais, o que significa que as palavras se contrastam pelo tom. Registra dois tipos de tons de contorno: tom ascendente (↑V, é) e tom descendente (↓V, è) e há segmentos atonais (tom zero ∅).

## Ortografia
Os linguistas Valteir e Silvana Martins, desenvolveram um alfabeto para ortografia macu-camã que consiste na representação gráfica de vogais e consoantes.
| fonema | grafema | fonema | grafema |
| ------ | ------- | ------ | ------- |
| p      | p       | t      | t       |
| c      | ç       | k      | k       |
| ʔ      | '       | b      | b       |
| d      | d       | ɟ      | j       |
| g      | g       | ʃ      | s       |
| x      | x       | h      | r       |
| m      | m       | n      | n       |
| ɲ      | nh      | ŋ      | gn      |
| l      | l       | w      | w       |
| j      | y       | i      | i       |
| ɯ      | ū       | u      | u       |
| e      | ê       | ɤ      | â       |
| o      | ô       | ɛ      | e       |
| a      | a       | ɔ      | o       |

## Gramática

### Pronomes

#### pessoais
Em macu-camã os pronomes pessoais são morfemas independentes, em sua maioria monossilábicos, que não distinguem gênero. A primeira e a segunda pessoa do singular possuem pronomes específicos para sujeito enfático e objeto, nas demais pessoas do discurso, o sufixo -vʔ que segue o pronome pessoal indica foco e o caso afetado -ɯ̃´j ligado ao nome ou pronome indica que esse está em posição de objeto.
|                                           | pronomes pessoais |
| ----------------------------------------- | ----------------- |
| 1ª pessoa do singular (sujeito)           | ʔãh               |
| 1ª pessoa do singular sujeito enfocado    | hãʔ               |
| 1ª pessoa do singular objeto (obliquo)    | mɯ̃´ɲ              |
| 2ª pessoa do singular                     | mʼãʔ              |
| 2ª pessoa do singular sujeito enfocado    | ʔãm               |
| 2ª pessoa do singular objeto (oblíquo)    | m'ɯ̃´j'            |
| 3ª pessoa do singular animado e inanimado | tih               |
| 1ª pessoa do plural                       | ʔid               |
| 1ª pessoa do plural hortativo             | me                |
| 1ª pessoa do plural hortativo enfático    | wɤʔ               |
| 2ª pessoa do plural                       | nɯ̃g               |
| 3ª pessoa do plural animado e inanimado   | hid               |

#### Possessivos
Os pronomes possessivos são definidos em macu-camã pelos pronomes pessoais seguidos pelo sufixo -ɛ̃´ɟ, exceto a primeira pessoa do singular, que possui sua forma própria mɛ̃´ɲ.

### Substantivos

#### Gênero, número e caso
Em macu-camã gênero e número  dos nomes são indicados por palavras preferencialmente. O gênero é designado por  ʔã´j ‘fêmea’ e xut ‘macho’, porém, para terceira pessoa do plural e do singular não há distinção gênero. O número pode ser determinado conjuntivos, por numerais, por suprafixo tonal ascendente ‘aumentador’ e 'conjuntivizador’. essas noções podem servir como referenciais de pluralidade ou de pertencer a um conjunto.

### Verbos
Os verbos na linguagem macu-camã tem seu tempo evidenciados por meio de morfemas que podem aparecer como sufixos ou palavras livres, alguns podem apresentar status duplo, porem majoritariamente das vezes aparecem como sufixos, como exemplo tem a palavra que indica futuro imediato "ʔẽ´j" e a que indica passado "ʔéʔ". O aspecto do verbo, por sua vez em sua maioria derivam de verbos e possuem o status de palavra gramatical. O modo imperativo dos verbos são formados pelo verbo junto com o sufixo que indica imperativo "-ɔh" ou com o sufixo que indica imperativo negativo "-'ɛ̃hiĩh". Na língua macu-camã existe um sufixo modal que exprime a ideia de veracidade "-ĩh" que se manifesta de maneira extramétrica.

### Sentença
existem duas ordens básicas de sentença na língua macu-camã, as clausulas assertivas seguem a ordem sujeito + verbo + objeto, já as não assertivas, como as imperativas e interrogativas, seguem a ordem verbo + sujeito + objeto. Contudo, em clausulas focalizadas, essas frases assertivas podem assumir a ordens diferentes. A frase segue a forma verbo + objeto + sujeito quando o sujeito está em foco, este sujeito é obrigatoriamente  marcado  pelo  morfema -Vʔ. Já quando o objeto, obrigatoriamente  marcado  pelo  morfema -Vʔ, está em foco, a forma seguida é objeto + verbo + sujeito.